# Maják na konci světa
Maják na konci světa (1905, Le Phare du bout du monde) je první posmrtně vydaný dobrodružný román francouzského spisovatele Julesa Verna zařazený do jeho cyklu Podivuhodné cesty (Les Voyages extraordinaires).
Verne rozepsal tento román roku 1901 a příležitostně na něm pracoval až do roku 1903. Nakladatel Hetzel projevil o jeho vydání zájem těsně před autorovou smrtí roku 1905, takže se Verne za svého života vydání nedočkal a ani nestihl knihu k vydání zcela připravit. Tyto práce dokončil po otcově smrti až jeho syn Michel, který rukopis také částečně upravil. Podle mnohých odborníků nejsou tyto úpravy nijak zásadní, a proto je někdy Maják na konci světa považován za poslední autentické Vernovo dílo. Přesto jde o první Vernův román, který byl do cyklu Podivuhodné cesty zařazen až jeho synem.
Verne se při psaní románu inspiroval majákem San Juan de Salvamento na argentinském Ostrově Stavů v jižní části Atlantského oceánu, který byl postaven v roce 1884 ve tvaru osmiboké dřevěné věže. Světlo majáku ale nebylo příliš viditelné kvůli nízkým mrakům, které ostrov často halily. Maják přestal fungoval již v roce 1902. Často je omylem za inspiraci považován fotogenický argentinský maják Les Eclaireurs ns Ohňové zemí.

## Obsah románu
Ze seriálu dobrodružných a fantastických Vernových knih je tento příběh o statečném strážci argentinského majáku jeden z nejpravděpodobnějších. Tři muži, Vasquez, Felipe a Moriz jsou ponecháni jako strážci nového majáku na Ostrově Stavů (Isla de los Estados) v Atlantském oceánu asi dvě stě kilometrů severovýchodně od mysu Horn s tím, že budou za tři měsíce vystřídáni. Ostrov má však bohužel ještě jiné obyvatele, a to bandu pirátů, vedenou mužem jménem Kongre, kteří si z ostrova udělali skrýš pro svou naloupenou kořist. Piráti Felipeho a Morize zavraždí, zmocní se majáku a Vasquez je nucen prchnout do nitra ostrova. Brzy kvůli nefunkčnosti majáku ztroskotá u ostrova loď, ze které se jako jediný zachrání první důstojník John Davis. Vasquez se s ním domluví, že se společně pirátům pomstí. Ze ztroskotané lodi vyprostí dělo, pomocí kterého zabrání pirátům odplout. Ti jsou nakonec po příjezdu vojenské lodi s novými strážci pochytáni. Poražený Kongre spáchá sebevraždu.

## Ilustrace
Knihu Maják na konci světa ilustroval George Roux.

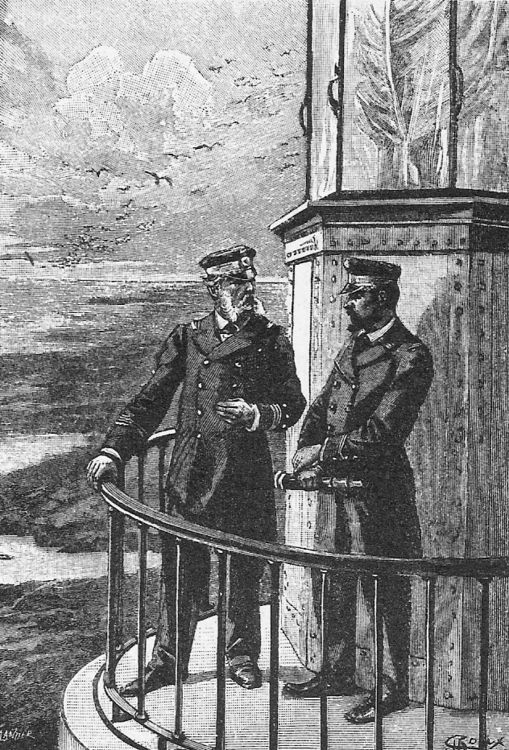
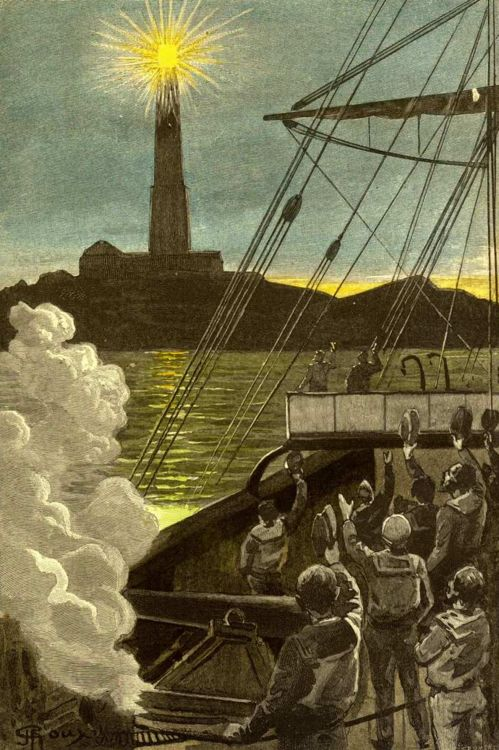
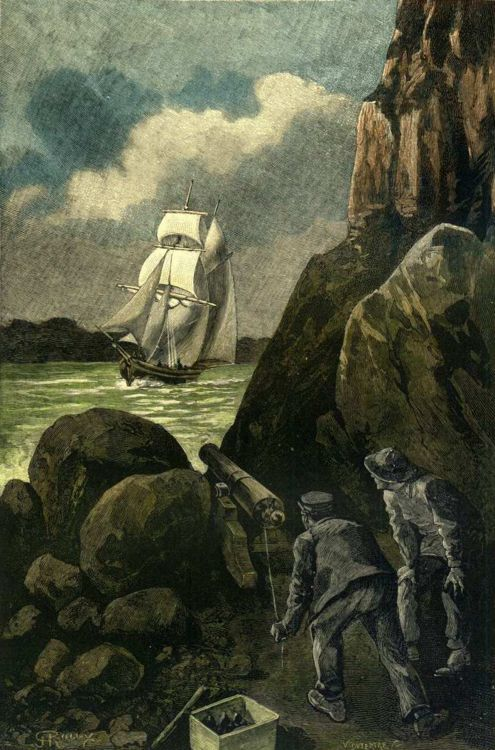
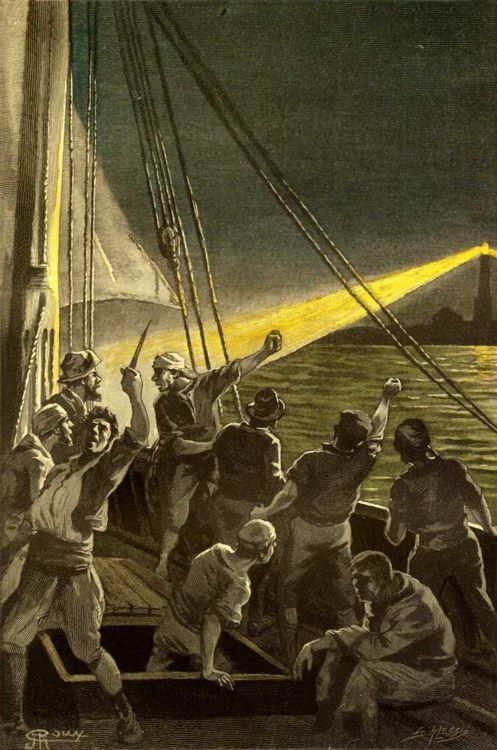
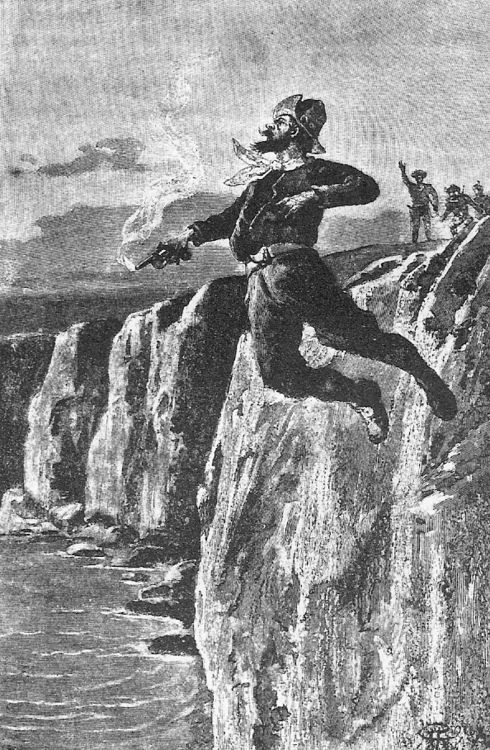

## Filmové adaptace
Podle knihy byl roku 1971 natočen americký film režiséra Kevina Billingtona The Light at the Edge of the World (Maják na konci světa) s Kirkem Douglasem a Yulem Brynnerem v hlavních rolích.

## Česká vydání
- Maják na konci světa, Josef R. Vilímek, Praha 1908, přeložil Lubomír Petr, znovu 1926.
- Maják na konci světa, Eduard Beaufort, Praha 1915, přeložil Bořivoj Prusík, znovu 1922.
- Maják na konci světa, SNDK, Praha 1961, přeložil Zdeněk Hobzík,
- Maják na konci světa, Návrat, Brno 1994, přeložil Lubomír Petr, znovu 2001 a 2003.
- Maják na konci světa, Nakladatelství Josef Vybíral, Žalkovice 2019, přeložila Jitka Musilová, jde o původní Verneův text.
- Maják na konci světa, Omega, Praha 2020, přeložil Lubomír Petr.